# Celina Sampaio
Celina Sampaio (São Paulo, 21 de outubro de 1909 — São Paulo, 14 de novembro de 1974) foi uma cantora erudita e professora de canto brasileira. 

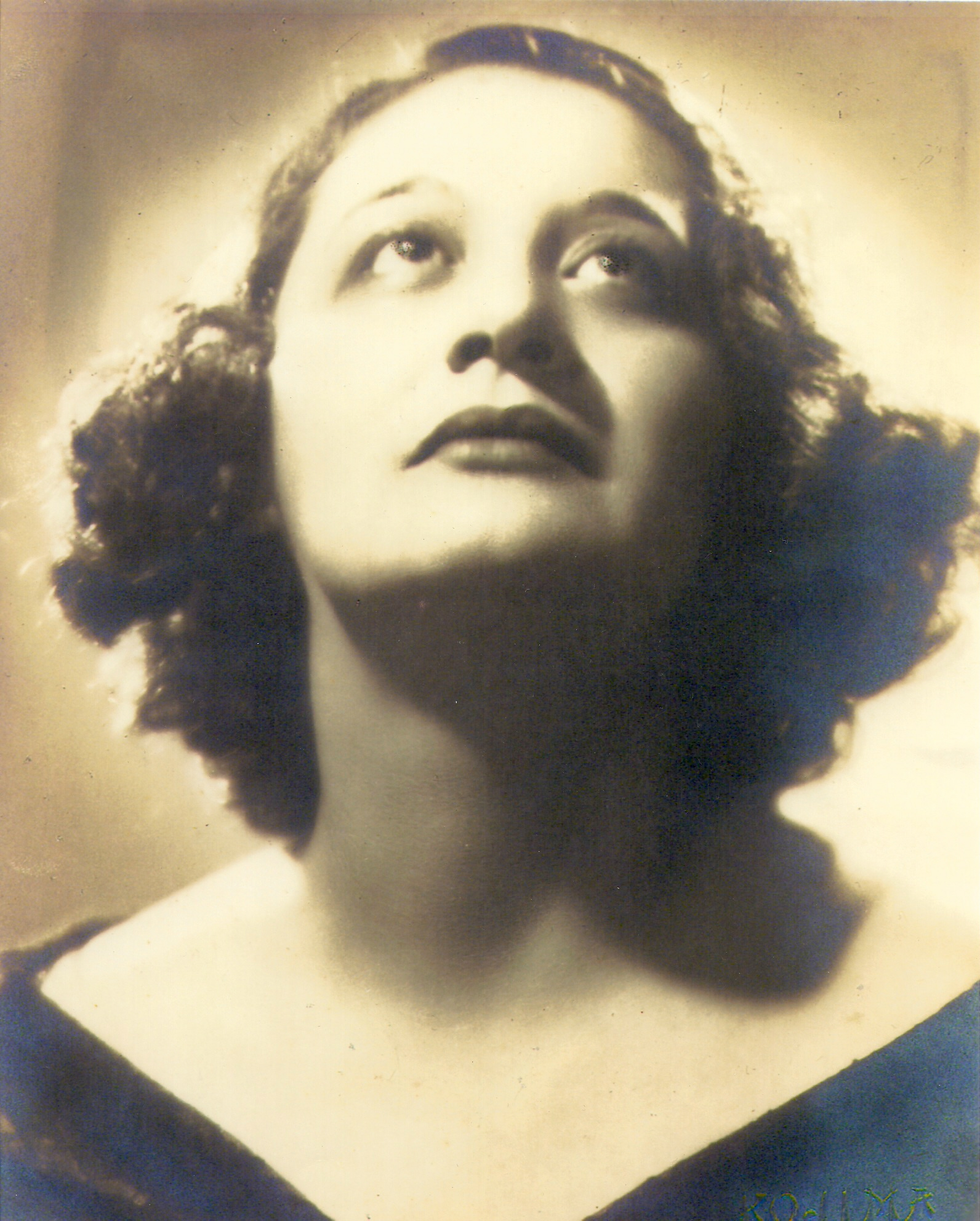
Foto de Celina Sampaio

Embora de curta duração (1940 a 1946), sua carreira artística foi notável e elogiosamente documentada pela crítica especializada, ressaltando-se tanto as qualidades técnicas quanto a profundidade e a precisão de suas interpretações. A partir de 1947 dedicou-se exclusivamente ao magistério.
Ainda adolescente, iniciou seus estudos musicais com Antão Fernandes, regente organizador da Banda Sinfônica da antiga Força Pública de São Paulo. Posteriormente, estudou canto com Vera Janacópulos, intérprete brasileira de fama internacional[carece de fontes?].
Aluna excepcional e dona de privilegiada voz soprano coloratura, com apenas um ano de estudo, em 1940, apresentou-se no Teatro Municipal de São Paulo, na execução do moteto Exsultate, Jubilate, de Mozart, sob a regência do maestro Souza Lima. A partir de então, deu vários recitais de câmara em São Paulo e no Rio de Janeiro, promovidos pela Sociedade de Cultura Artística, pelo Centro Musical Roxy King e Centro Artístico Musical. De acordo com a Enciclopédia da Música Brasileira, uma de suas mais importantes apresentações ocorreu em 1945, em recital da Sociedade de Cultura Artística, quando interpretou, na íntegra e em primeira audição no Brasil, o ciclo de canções Die schöne Müllerin (A Bela Moleira), de Franz Schubert.
Apesar de ter se dedicado principalmente à música de câmara, Celina Sampaio foi também cantora de ópera, tendo atuado em montagens do Teatro Municipal, sob direção artística do maestro Armando Belardi. Na temporada de 1942 fez o papel de Mimi, na ópera La bohème, de Giacomo Puccini e, em 1952, o de Nedda, na ópera I Pagliacci, de Ruggero Leoncavallo. Apresentava-se também pela Rádio Gazeta, fazendo parte, como solista, do corpo estável que a emissora mantinha à época, em função de suas transmissões ao vivo de óperas compactadas, também sob direção do maestro Belardi.
A partir de 1947, passou a dedicar-se exclusivamente ao ensino de canto, atividade que já começara a exercer anos antes, como assistente de Vera Janacópulos.
Foi fundadora e professora dos Seminários de Música da Pró Arte de São Paulo até sua morte, aos 65 anos.